# Neocheiropteris
Neocheiropteris là một chi dương xỉ thuộc họ Polypodiaceae. Chi này có các loài sau (tuy nhiên danh sách này có thể chưa đủ):
- Neocheiropteris palmatopedata, (Baker) H.Christ.

## Hình ảnh

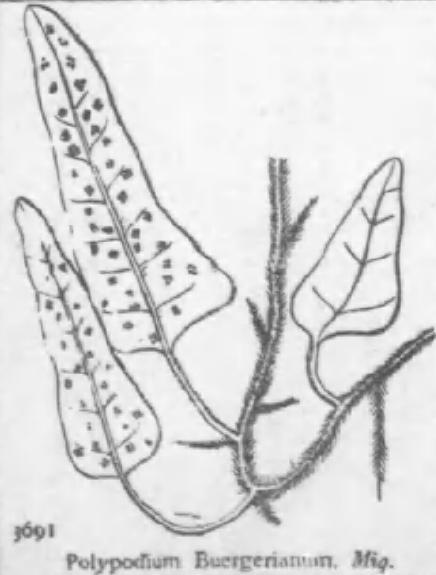
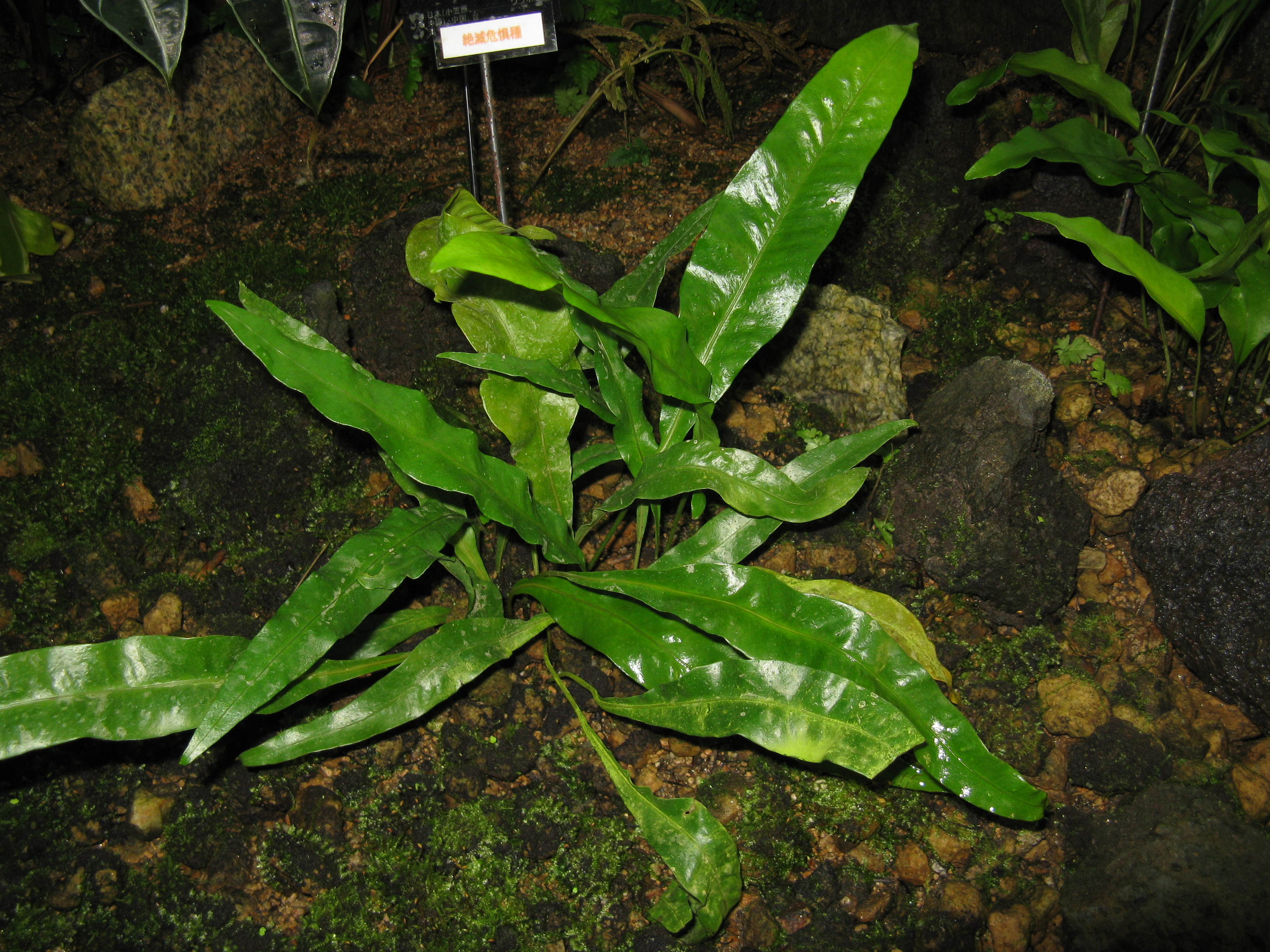

- Tư liệu liên quan tới Neocheiropteris tại Wikimedia Commons